# Combinada nòrdica als Jocs Olímpics d'Hivern de 1928

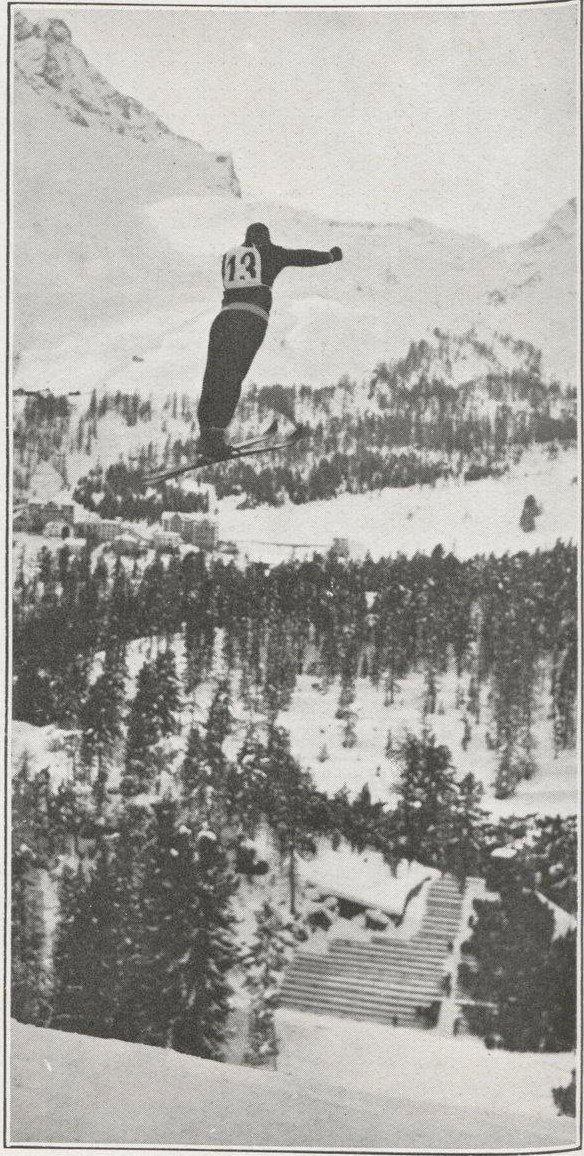
Imatge de Kleber Balmat, que finalitzà en última posició.

Als Jocs Olímpics d'Hivern de 1928 celebrats a la ciutat de Sankt Moritz (Suïssa) es disputà una prova de combinada nòrdica en categoria masculina. La competició se celebrà entre els dies 17 (prova de 18 quilòmetres d'esquí de fons) i el 18 de febrer (prova de salt amb esquís) de 1928 a les instal·lacions de Sankt Moritz.

## Comitès participants
Hi participaren un total de 35 esquiadors de 14 comitès nacionals diferents:
| - Alemanya (5) - Àustria (1) - Canadà (2) - Estats Units (3) - Finlàndia (2) - França (3) - Hongria (1) |  | - Itàlia (1) - Japó (1) - Noruega (4) - Polònia (3) - Suècia (1) - Suïssa (4) - Txecoslovàquia (4) |

## Resum de medalles
| Prova     | Or                   | Argent           | Bronze       |
| Combinada | Johan Grøttumsbråten | Hans Vinjarengen | Jon Snersrud |

## Medaller
| Posició | País    | Or | Argent | Bronze | Total |
| 1       | Noruega | 1  | 1      | 1      | 3     |
|         |         |    |        |        |       |
| Total   | Total   | 1  | 1      | 1      | 3     |

## Resultats
| Lloc | Esquiador            | Total  |
| ---- | -------------------- | ------ |
| 1    | Johan Grøttumsbråten | 17.833 |
| 2    | Hans Vinjarengen     | 15.303 |
| 3    | Jon Snersrud         | 15.021 |
| 4    | Paavo Nuotio         | 14.927 |
| 5    | Esko Järvinen        | 14.810 |
| 6    | Sven Eriksson        | 14.593 |
| 7    | Ludwig Böck          | 13.260 |
| 8    | Ole Kolterud         | 13.146 |
| 9    | Otakar Německý       | 12.990 |
| 10   | Bronisław Czech      | 12.645 |
| 11   | Adolf Rubi           | 12.625 |
| 12   | Rudolf Burkert       | 12.604 |
| 13   | Stephan Lauener      | 12.333 |
| 14   | Max Kröckel          | 11.968 |
| 15   | Walter Glaß          | 11.927 |
| 16   | David Zogg           | 11.906 |
| 17   | Harald Paumgarten    | 11.854 |
| 18   | Walter Buchberger    | 10.906 |
| 19   | Hans Eidenbenz       | 10.551 |
| 20   | Vitale Venzi         | 10.416 |
| 21   | Gustl Müller         | 10.114 |
| 22   | Aleksander Rozmus    | 8.781  |
| 23   | Martial Payot        | 7.896  |
| 24   | Stanisław Motyka     | 7.531  |
| 25   | Anders Haugen        | 7.447  |
| 26   | Charles Proctor      | 7.208  |
| 27   | Merritt Putman       | 4.853  |
| 28   | Klébert Balmat       | 4.291  |
| —    | Marcel Beraud        | NF     |
| —    | Sakuta Takefushi     | NF     |
| —    | William Thompson     | NF     |
| —    | Franz Wende          | NF     |
| —    | Karl Neuner          | NF     |
| —    | Gyula Szepes         | NF     |
| —    | Rolf Monsen          | NF     |